# Guaduella
Tribu
Genre
Guaduella est un genre de plantes monocotylédones de la famille des Poaceae, sous-famille des Puelioideae, originaire d'Afrique tropicale.
C'est l'unique genre de la tribu des Guaduelleae.

## Liste d'espèces
Selon World Checklist of Selected Plant Families (WCSP) (30 août 2016) :
- Guaduella densiflora Pilg. (1902)
- Guaduella dichroa Cope (1983)
- Guaduella humilis Clayton (1962)
- Guaduella macrostachys (K.Schum.) Pilg. (1922)
- Guaduella marantifolia Franch. (1887)
- Guaduella oblonga Hutch. ex Clayton (1962)

Selon The Plant List (30 août 2016) :
- Guaduella densiflora Pilg.
- Guaduella dichroa Cope
- Guaduella humilis Clayton
- Guaduella macrostachys (K.Schum.) Pilg.
- Guaduella marantifolia Franch.
- Guaduella milbreadii Pilg.
- Guaduella oblonga Hutch. ex Clayton

Selon Tropicos (30 août 2016) (Attention liste brute contenant possiblement des synonymes) :
- Guaduella densiflora Pilg.
- Guaduella dichroa Cope
- Guaduella foliosa Pilg.
- Guaduella humilis Clayton
- Guaduella ledermannii Pilg.
- Guaduella longifolia E.G. Camus
- Guaduella macrostachyus (K. Schum.) Pilg.
- Guaduella marantifolia Franch.
- Guaduella milbreadii Pilg.
- Guaduella oblonga Hutch.
- Guaduella zenkeri Pilg.